# Antonio dos Reis Carneiro
Antonio dos Reis Carneiro (19 giugno 1899 – 31 agosto 1984) è stato un dirigente sportivo brasiliano, membro del FIBA Hall of Fame dal 2007 in qualità di contributore.

## Carriera
È stato Presidente della FIBA dal 1960 al 1968; in precedenza (1948-1952) ne era stato Vice Presidente. Ha guidato il Comitato Olimpico Brasiliano dal 1951.
Fu tra i co-fondatori e Presidente della Federazione cestistica del Brasile.
La FIBA gli ha intitolato il trofeo assegnato al vincitore della Coppa Intercontinentale 1975, 1977 e 1979.